# Бурдун-Риков Микола Миколайович
Мико́ла Микола́йович Бурду́н-Ри́ков (19 травня 1885, Хрящеватка, Харківська губернія — після 1923) — полковник Армії УНР.

## Життєпис
Служив в армії царської Росії, останнє звання невідоме; себе називав полковником.
Військовики Дієвої армії УНР у своїх спогадах писали, начебто 1919 року служив у Збройних силах Півдня Росії та був командиром Марківського полку. Проте в білоемігрантських джерелах підтвердження цього нема.
Гамченко та Бурдун-Риков прибули на початку липня 1920-го з Ланцута й були направлені до 5-ї дивізії. З 20 липня 1920-го — командир 13-ї стрілецької бригади (5-та Херсонська стрілецька дивізія Армії УНР).
Груднем 1921 — січнем 1922-го — начальник 1-ї запасової бригади Армії УНР.
З 1923 року — на еміграції у Франції. Подальша доля невідома.
В українській армії служив також молодший брат Бурдуна-Рикова — Віктор, навесні 1919 року був комендантом штабу Окремої кінної бригади Дієвої армії УНР.